# Pietro Frattini

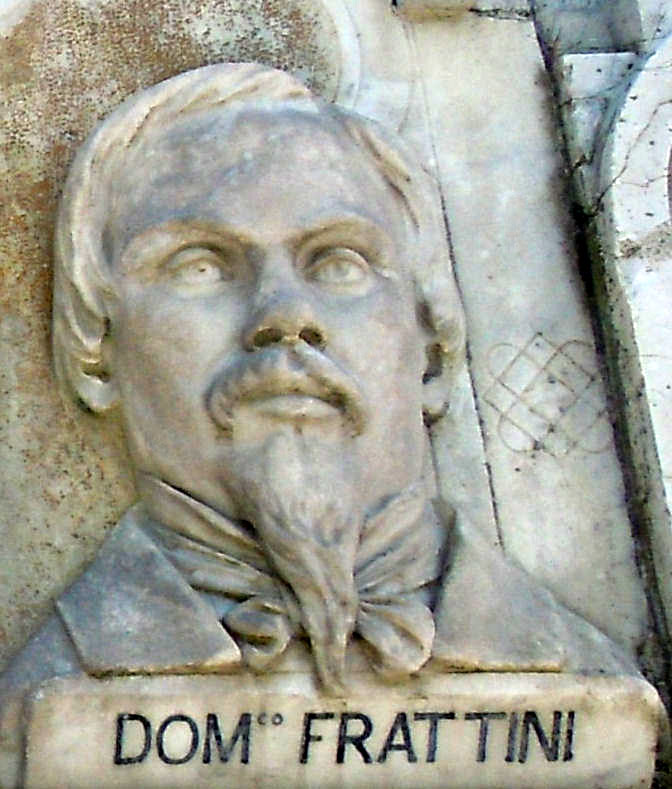
Pietro Domenico Frattini, Detail des Belfiore-Denkmals

Pietro Domenico Frattini (* 1. Dezember 1821 in Vigo di Legnago; † 19. März 1853 im Stadtteil Belfiore in Mantua) war ein italienischer Patriot, einer der „Märtyrer von Belfiore“.

## Leben
Pietro Domenico wurde in eine Familie von kleinen Obst- und Gemüsehändlern, Giovanni Battista und Caterina Carmagnani, hineingeboren und zog im Alter von fünfzehn Jahren nach Mantua, wo er sich mit dem Völkerfrühling 1848 dem Mazzinis republikanischer Idee näherte und als einer der Ersten der in der Provinz Mantua gegründeten Bürgergarde beitrat. Im Ersten Unabhängigkeitskrieg nahm er an der Ersten Schlacht von Governolo teil und folgte nach der Niederlage von Novara Giuseppe Garibaldi bei der Verteidigung der Römische Republik. Bei den Kämpfen in der Villa Doria Pamphilj wurde er schwer verwundet.

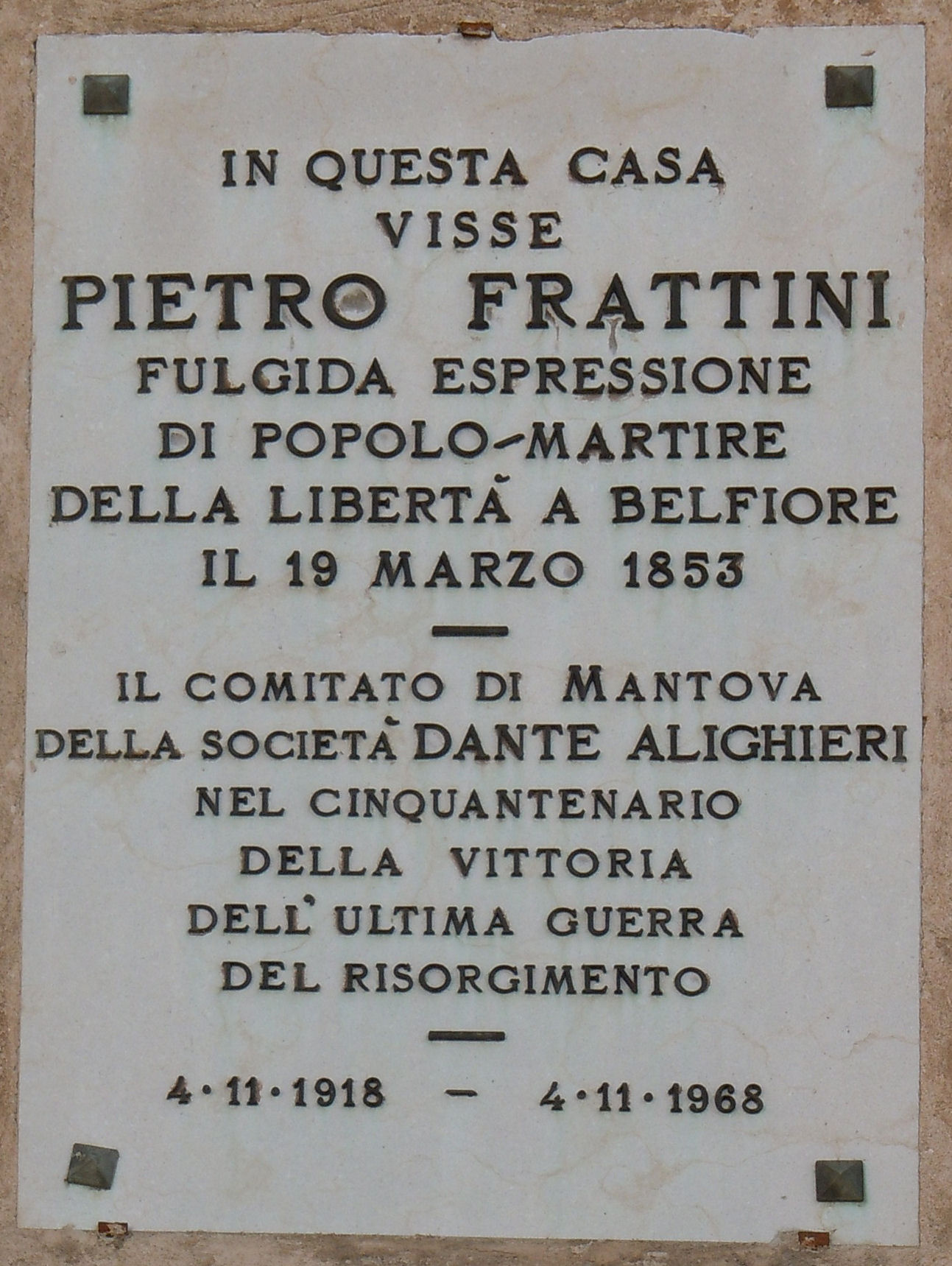
Mantua, Gedenktafel

Nach der Amnestie von Österreichischer Kaiser Franz Joseph I. im Oktober 1849 kehrte Frattini, der nach seinen römischen Verwundungen an Krücken gehen musste, nach Mantua zurück, wo er Amanuensis des Rechtsanwalts Antonio Gorini war. Er schloss sich sofort dem Mantuanischen Aufstandskomitee an, in dessen Auftrag er die geheime Druckerei in seinem Haus versteckte und Patrioten aus anderen Städten beherbergte. Wie bei anderen Martiri di Belfiore wurde ihm das Geständnis von Luigi Castellazzo zum Verhängnis. Er war in das Attentat auf den Polizeipräsidenten Filippo Rossi verwickelt und wurde beschuldigt, die beiden Attentäter aus Brescia beherbergt und ihre Waffen bewacht zu haben. Dies führte dazu, dass er am Abend des 26. Oktober 1852 verhaftet und die Todesstrafe für Hochverrat verurteilt wurde.
Die Hinrichtung erfolgte am 19. März 1853, eine Stunde vor der Verkündung einer Amnestie anlässlich des Geburtstages des Kaisers. Diese zeitliche Abfolge, der sich Radetzky nach genauen Anweisungen nicht entziehen konnte, hatte Kaiser Franz Joseph auf Anraten seines Generaladjutanten und Ersten Rates Karl Ludwig von Grünne persönlich beschlossen.